# Loke och Sigyn
Loke och Sigyn är en nationalromantisk oljemålning från 1863 av den svenska konstnären Mårten Eskil Winge. Den föreställer den fornnodiska guden Loke som ligger naken och fastkedjad under en trädgren med en giftorm. Bredvid står Lokes hustru Sigyn och samlar ormens etter på en silverskål. Målningen tillkom i Rom och mäter 348 gånger 275 centimeter. Konglig Museum, nuvarande Nationalmuseum i Stockholm köpte målningen 1864.

## Mottagande
I Från vår konstverld från 1881 beskrev Karl Warburg målningen som "ett utmärkt lyckligt försök att på den fornnordiska ämneskretsen använda lärdomar från de store italienske mästarne. Lokes karakteristik är väl funnen – vid sidan af det onda är här något Prometeusartadt – och öfver Sigyn hvilar det drag af trohet och kvinlig uppoffring uttryckt, för hvilket hon är sinnebilden inom den nordiska myten."